# Sinocalliopteryx
A Sinocalliopteryx (görög eredetű nevének jelentése 'kínai szép szárny') a compsognathidák közé tartozó dinoszauruszok egyik neme, melynek maradványai Kína Liaoning tartományából, a kora kréta időszaki Yixian (Jihszien) Formációból kerültek elő. 2,37 méteres hosszával ez volt a legnagyobb compsognathida, és egyben a legnagyobb dinoszaurusz, amelynek kövületei tollszerű képződmények lenyomatait is megőrizték. A fajnév (S. gigas) is a nagy méretére utal (a görög „gigas” szó jelentése 'óriás'). A Sinocalliopteryxnek egyetlen, teljesen ép csontváza ismert.

## Anatómia
A Sinocalliopteryx testfelépítése alapvetően hasonlított a többi compsognathidáéra, bár a család többi tagjánál aránylag hosszabb kezekkel rendelkezett, ami talán a méret megnövekedésével hozható összefüggésbe. Hosszú farkát 49 csigolya alkotta.
A környéken talált több más theropodához hasonlóan a Sinocalliopteryx kültakarójának lenyomatai is fennmaradtak. Az állat egész testét kezdetleges tollak borították, amelyek hasonlítottak közeli rokona, a Sinosauropteryx tollaira. A tollak változatos hosszúságúak, a leghosszabbak (10 cm) a csípőnél, a farok tövénél és a combok hátsó részén találhatók.
Tollakat találtak a lábközépcsontoknál is. Ezek ugyan nem olyan hosszúak, mint a „négyszárnyú” dinoszauruszok (Microraptor, Pedopenna) lábtollai, de azt mutatják, hogy a lábtollak már a náluk primitívebb coelurosauriáknál megjelentek.

## Életmód
A Sinocalliopteryx csontvázának gyomortájékán egy dromaeosaurida lába is megőrződött. A láb egy darabban van, és bár a hasüreghez viszonyítva elég nagy, egyértelműen a csontvázon belül helyezkedik el. Ez a lelet arra utal, hogy a Sinocalliopteryx aktív, veszedelmes ragadozó lehetett, amely kisebb ragadozó dinoszauruszokra is vadászott.
A dromaeosaurida lábán kívül a hasüreg négy szabálytalan alakú követ is tartalmaz, ezek talán gyomorkövek lehettek.